# Teixeira de Pascoaes
Teixeira de Pascoaes, pseudonimo di Joaquim Pereira Teixeira de Vasconcelos (Amarante, 2 novembre 1877 – Amarante, 14 dicembre 1952), è stato un poeta, scrittore e filosofo portoghese, uno dei più notevoli rappresentanti del saudosismo.

## Biografia

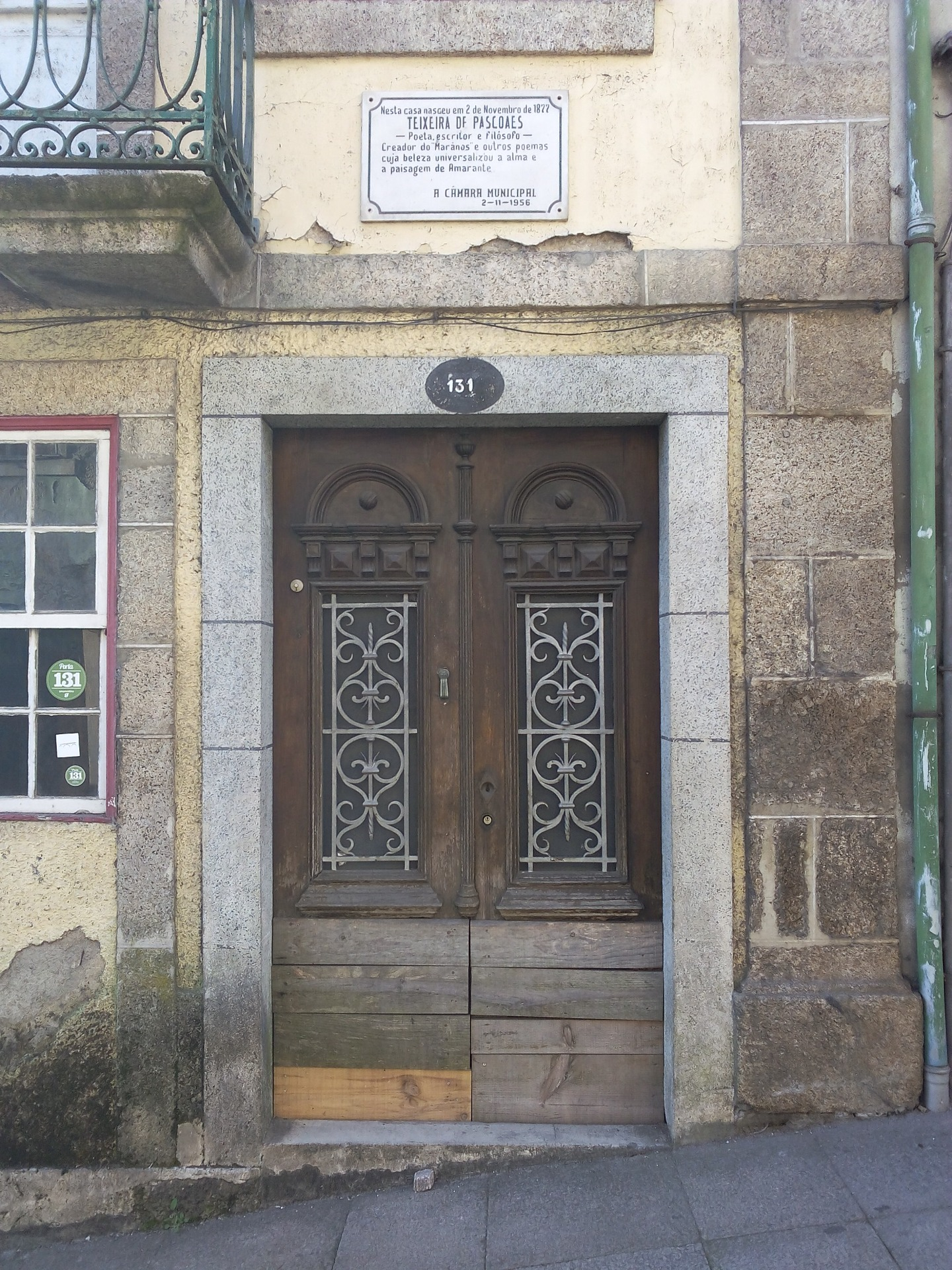
Casa dove nacque Teixeira de Pascoaes ad Amarante, Portogallo

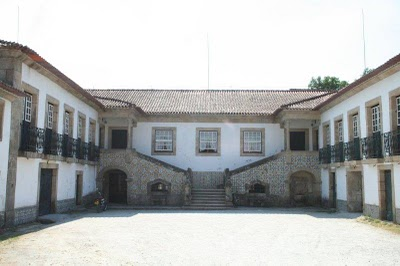
Casa in cui visse Teixeira de Pascoaes ad Amarante, Portogallo

Nato da una famiglia dell'aristocrazia rurale portoghese, Teixeira de Pascoaes si è laureato in Legge all'Università di Coimbra nel 1901, ma ha esercitato l'avvocatura solo fino al 1913, a Porto, per poi ritirarsi presso le zone di campagna di Gatão, facenti parte della natale città di Amarante, nel nord del Portogallo. Qui ha trascorso gran parte della sua vita, nella villa di famiglia, contemplando il paesaggio naturale della Serra do Marão, dove coltivava la terra, si dedicava alla lettura e dove ha scritto buona parte della sua opera.
Negli anni di Coimbra, aveva conosciuto altri scrittori portoghesi, in particolare Augusto Gil, Afonso Lopes Vieira, Fausto Guedes Teixeira e João Lúcio. Nella città di Porto erano poi avvenuti altri significativi incontri, su tutti quelli con Leonardo Coimbra, Raul Brandão e Jaime Cortesão.
Nonostante la preferenza per la vita ritirata e l'innata indole contemplativa e solitaria, Pascoaes rimase in contatto con molti intellettuali e fu attivo, nonché influente, nel panorama culturale portoghese a lui contemporaneo.
Nel 1905, Pascoaes si affiliò alla Massoneria.

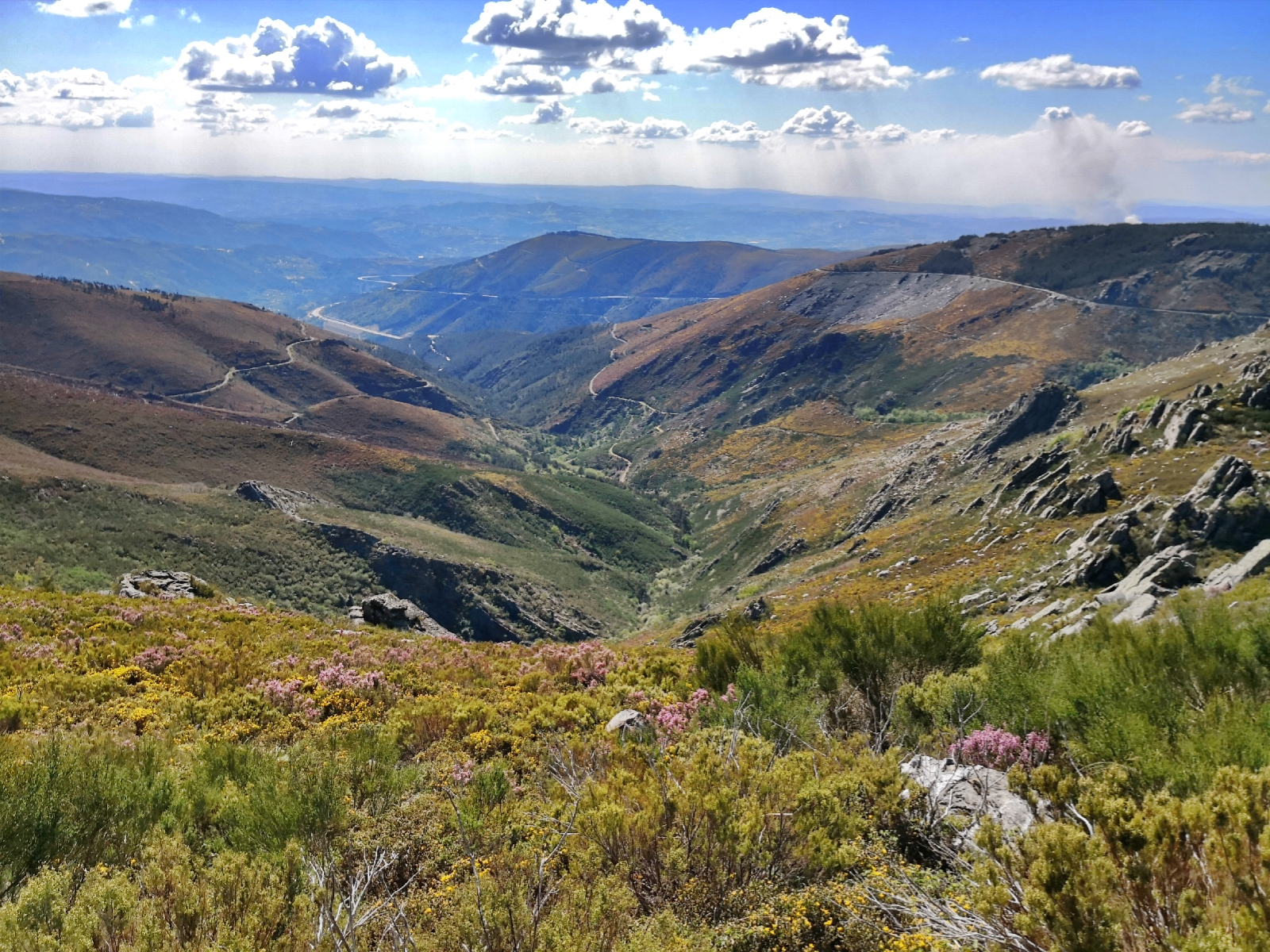
Serra do Marão, Portogallo

Nel 1910, fu uno dei fondatori della rivista A Águia, che dal 1912 fu organo ufficiale del movimento Renascença Portuguesa, fondato da Pascoaes assieme ad altri intellettuali lusitani come Leonardo Coimbra e Jaime Cortesão. Pascoaes fu leader del movimento, direttore della rivista e ispiratore estetico, culturale e filosofico dell'uno e dell'altra, imprimendo a questi progetti il carattere estetico e filosofico del suo Saudosismo.
Nel 1923, entrò a far parte dell'Accademia delle Scienze di Lisbona.
Pascoaes è stato nominato per il Premio Nobel per la Letteratura, negli anni 1942, 1943, 1944, 1947 e 1948.
Morì all'età di 75 anni, in seguito a complicazioni polmonari.

## Opera
A originária Sombra misteriosa»

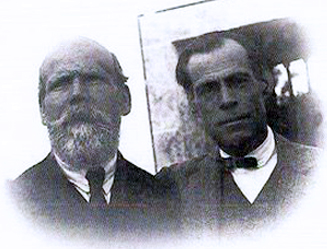
Teixeira de Pascoaes (a destra) e António Carneiro (a sinistra), il quale disegnò lex libris del movimento Renascença Portuguesa

L'originaria Ombra misteriosa»
(Teixeira de Pascoaes, As Sombras, 1907)
Pascoaes debuttò come poeta nel 1895 con Embriões (Embrioni), raccolta di versi che non ebbe grande successo, ricevendo addirittura critiche non favorevoli da parte dell'affermato poeta Guerra Junqueiro.
La sua consacrazione avvenne nel 1898 con le poesie di Sempre, dove si ritrovano già gli elementi più tipici della sua poesia e del suo pensiero: la fusione tra soggettivo e oggettivo, il sentimento religioso dell'esistenza e delle cose, il sacro che si nasconde e allo stesso tempo si rivela nella dimensione dell'ombra, popolata di fantasmi e spettri, il fascino per il mistero e per l'enigma, la vocazione mistica che tutto trasforma.
Pascoaes è autore prolifico nel campo della poesia, durante gli anni a seguire, soprattutto fino al 1912, quando opere come Jesus e Pã (Gesù e Pan, 1903), Vida Etérea (Vita Eterea, 1906), Senhora da Noite (Signora della Notte, 1909) e Regresso ao Paraíso (Ritorno al Paradiso, 1912) tracciano in modo sempre più marcato le coordinate del suo percorso estetico e filosofico, definendo lo stile e la proposta culturale che Pascoaes tradurrà nell'ideale del Saudosismo.
Tra il 1910 e il 1912, diventa il faro del movimento culturale Renascença Portuguesa e della rivista ad esso associata, A Águia, di cui fu direttore tra il 1912 e il 1926, riunendo attorno a sé molti tra i più rilevanti intellettuali portoghesi dell'epoca - tra cui Fernando Pessoa, António Sérgio e Leonardo Coimbra -, e impegnandosi a fornire alla nazione e agli intellettuali portoghesi un pensiero di riferimento per una riforma o rinascita della mentalità nazionale attraverso la cultura, nel contesto di decadenza e crisi nazionale che si protraeva da decenni in Portogallo.
Tale ambiziosa opera si sostanzia nell'elaborazione del Saudosismo, che a partire da elementi neoromantici si costituisce come originale, organica e programmatica Filosofia della Saudade, e allo stesso tempo Filosofia della Portoghesità, che Pascoaes esprime attraverso prose, conferenze e saggi negli Anni 1910, tra i quali O Espírito Lusitano e o Saudosismo (Lo Spirito Lusitano e il Saudosismo, 1912), O Génio Português na sua Expressão Filosófica, Poética e Religiosa (Il Genio Portoghese nella sua Espressione Filosofica, Portoghese e Religiosa, 1913), A Era Lusíada (L'Era Lusiada, 1914), Arte de Ser Português (Arte di Essere Portoghese, 1915) e Os Poetas Lusíadas (I Poeti Lusiadi, 1919).
A partire dalla metà degli Anni 1910, si cimenta sempre più nella prosa poetica (O Bailado, Il Balletto 1921), negli aforismi (O Pobre Tolo, Il Povero Stolto, 1924) e nel dramma teatrale (D. Carlos, Don Carlo, 1925), ma è negli Anni 1930 che la sua opera vira decisamente verso il genere della biografia, con la pubblicazione della biografia di Paolo di Tarso, São Paulo (San Paolo, 1934), alla quale seguono São Jerónimo (San Girolamo, 1936), Napoleão (Napoleone, 1940), O Penitente: Camilo Castelo Branco (Il Penitente: Camilo Castelo Branco, 1942) e Santo Agostinho (Sant'Agostino, 1945). Si tratta di opere fondamentali per comprendere il pensiero pascoalino, anche nei suoi aspetti polemici e al di là dei temi nazionalisti.
L'opera in prosa O Homem Universal (L'Uomo Universale, 1937) è dedicata a chiarire quello che propriamente è il «pensiero poetico» di Pascoaes, mentre alle sue idee religiose è dedicato A Minha Cartilha (Il Mio Catechismo, pubblicato postumo, nel 1954). Nella sua produzione degli ultimi anni trova spazio anche la finzione narrativa, in O Empecido (L'Impedito, 1950) e Dois Jornalistas (Due Giornalisti, 1951).
Da segnalare che Pascoaes si dedicò anche all'arte pittorica e che nel XXI secolo anche questo aspetto della sua creatività ha iniziato a suscitare maggiore interesse pubblico, sebbene rimanga marginale rispetto alla poesia e al pensiero dell'autore.

## Pensiero
(Teixeira de Pascoaes, Os Poetas Lusíadas, 1919)

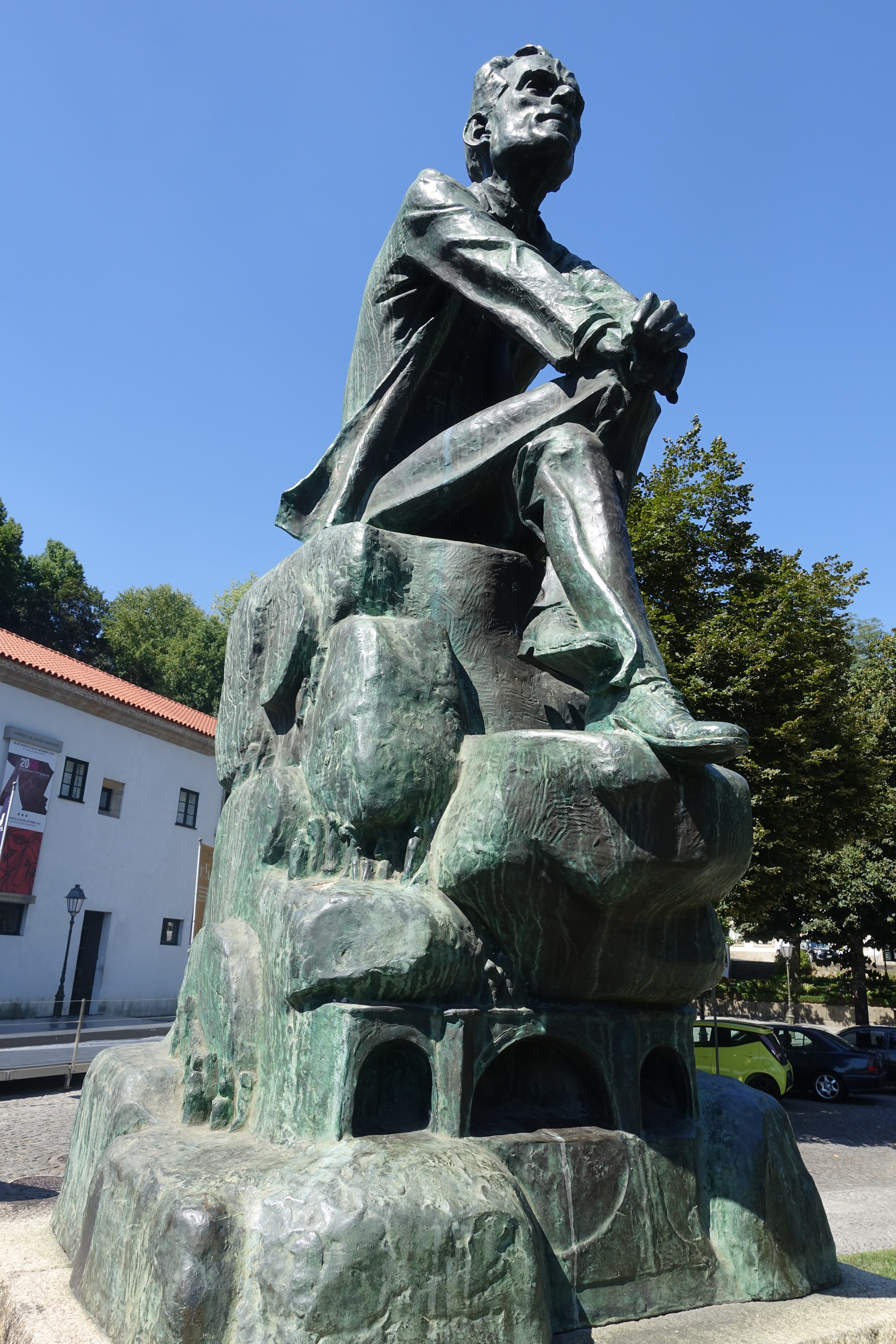
Monumento a Teixeira de Pascoaes, Amarante, Portogallo

Il pensiero di Pascoaes è identificabile soprattutto con la tendenza culturale che egli stesso elaborò e divulgò negli Anni 1910, chiamandola Saudosismo. Pur non definendo per intero l'articolato percorso intellettuale dell'autore, il Saudosismo è senza dubbio il contributo estetico, culturale e filosofico per il quale Pascoaes è maggiormente identificato ed è più conosciuto, più influente e allo stesso tempo più criticato.
Il contesto in cui il Saudosismo nasce è quello della decadenza culturale, istituzionale, sociale e intellettuale del Portogallo tra il XIX e il XX secolo, quella stessa decadenza alla quale aveva cercato di reagire la Generazione del 70 e alla quale nel 1910 volle porre rimedio, dal punto di vista politico, l'istituzione rivoluzionaria della Repubblica e la fine della Monarchia.
In questo clima rivoluzionario e repubblicano, Pascoaes si propone di rifondare la mentalità e la cultura portoghesi, per resuscitare la Patria attraverso la definizione e lo sviluppo di un'essenza (o anima) nazionale, che costituisca il nucleo ideale e allo stesso tempo l'ancora pratica della rinascita nazionale del Portogallo. Dal punto di vista culturale, tale proposito riflette un'impostazione in cui sono evidenti aspetti di tipo neoromantico.
La suddetta essenza o anima nazionale portoghese è, secondo Pascoaes, la Saudade. Questa è un sentimento complesso, imparentato con la nostalgia e la malinconia, riscontrabile nella letteratura, nel pensiero e nella mentalità lusitani (e lusofoni, in generale). La Saudade, secondo Pascoaes, è armonica sintesi tra dolore e ricordo, tra dolore e desiderio, e quindi tra materia e spirito, tra immanente e trascendente, tra terra e cielo, tra paganesimo e cristianesimo, tra atavismi celtico-ariani e arabo-semiti. La Saudade si costituisce - e si rivela, in senso spiritualista attraverso la letteratura -, al tempo stesso come elemento tipico della Portoghesità e come dimensione ontologica universale, sia dell'essere umano, sia della natura, sia di Dio stesso. In uno dei passaggi della teorizzazione pascoalina, si legge:
(Teixeira de Pascoaes, Resposta a António Sérgio, 1914)
Tale nazionalizzazione e universalizzazione della Saudade è appunto il Saudosismo, che si afferma come tendenza estetica, come filosofia, come prospettiva religioso-spirituale e come aspettativa messianica - dai chiari connotati sebastianisti - del Portogallo, in vista di una vaticinata Era Lusíada, sorta di nuova Età dell'Oro dello stesso Portogallo, la quale corrisponde, in varie interpretazioni saudosiste, a una sorta di nuova rivelazione (e quindi era o civiltà) universale. Tale coincidenza tra destino lusitano e destino universale ripropone il Portogallo e i portoghesi, nell'ottica saudosista, tra i protagonisti della civiltà umana, secoli dopo i gloriosi - e perduti - tempi dei Descobrimentos.

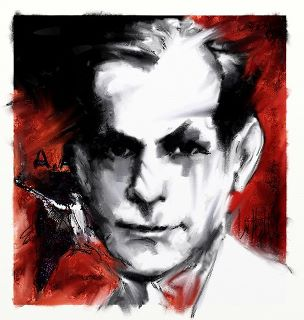
Teixeira de Pascoaes in un ritratto di Bottelho

Il Saudosismo fu la tendenza propria del movimento della Renascença Portuguesa, quindi della rivista A Águia, e vide tra i suoi aderenti e protagonisti altri nomi di spicco della cultura portoghese contemporanea, come il filosofo Leonardo Coimbra e il poeta Mário Beirão.
In un primo momento, anche Fernando Pessoa e António Sérgio aderirono a tale movimento, tuttavia distaccandosene in seguito. In entrambi i casi, un punto decisivo di rottura è rintracciabile in un certo tipo di nazionalismo passatista, che il Saudosismo rappresentava agli occhi di alcuni. Nel caso di Pessoa, questi decise di virare su coordinate maggiormente cosmopolite e futuriste, radunando, a metà Anni 1910, i primi modernisti portoghesi attorno alla rivista Orpheu. Per quel che riguarda Sérgio, celebre è la sua polemica contro Pascoaes, che riflette l'orientamento razionalista e pragmatico di Sérgio nei confronti dell'ascetismo spiritualista e messianico della Renascença Portuguesa, movimento che Sérgio appunto abbandonò, così come fecero Jaime Cortesão e Raul Proença, per poi confluire tutti e tre nel nuovo progetto della rivista Seara Nova all'inizio degli Anni 1920.
Sarebbe tuttavia riduttivo identificare il pensiero di Pascoaes soltanto con una forma di nazionalismo essenzialista, giacché la sua teoria della Saudade - al netto degli elementi nazionalisti ed etno-psicologici - si presenta a tutti gli effetti come una proposta filosofica originale e universalista, in senso metafisico, ontologico, antropologico, teologico, escatologico, gnoseologico, etico e spirituale.
La Saudade è in questo senso la caratteristica fondamentale dell'Essere, un Essere scisso e decaduto che, attraverso una cosmogonia saudosa, ambisce, non tanto a un ritorno all'unità originaria, bensì al superamento di essa, quindi a una nuova, più luminosa e autentica unità divina. La scissione e la caduta, in questa prospettiva, sarebbero provvidenziali e addirittura inerenti a Dio stesso, mentre la successiva redenzione e l'ascesi - cui motore saudoso è il ricordo dell'unità perduta - avverrebbero attraverso l'essere umano spiritualizzato (come fosse una divinità redentrice), il quale universalizza e redime l'intero dolore della Natura (sorta di divinità decaduta), caricando su di sé questo «pathos universale» e trasformandolo attraverso l'umana e ardua opera della coscienza e dello spirito. Si leggano, a proposito, alcuni versi di Sempre:
A lágrima onde Deus está presente, 

Porque chora, no mundo, a sua ausência...
A dôr que vai da terra para os céus. 

E os tristes vão, com ela, em sombra de ansiedade: 

A dôr, saudade, 

Deus...»
La lacrima dove Dio è presente, 

Perché piange, nel mondo, la sua assenza...
Il dolore che va dalla terra al cielo. 

E i tristi vanno, con esso, in ombra di ansia: 

Il dolore, saudade, 

Dio...»
(Teixeira de Pascaoes, Sempre, 1898)
Dati questi elementi spiritualisti ed eterodossi rispetto al Cattolicesimo, il saudosismo di Pascoaes presenta echi gnostici e, per quel che riguarda il pensiero portoghese, ricorda aspetti della filosofia di Sampaio Bruno. Il pensiero pascoalino è stato inoltre descritto come monista e panteista.
Col passare dei decenni, il pensiero di Pascoaes è stato sempre più riletto in quest'ultima chiave spiritualista e universalista, da importanti filosofi portoghesi contemporanei, come Eduardo Lourenço e Paulo Borges. Maggiormente legati agli aspetti nazionalisti del saudosismo sono, invece, altri pensatori lusitani contemporanei, in particolare quelli del Movimento della Filosofia Portoghese, come António Braz Teixeira, Dalila Pereira da Costa, António Quadros e António Telmo.
In definitiva, Pascoaes è stato un «poeta-filosofo», la cui figura e il cui pensiero sono entrati a tutti gli effetti a far parte degli studi filosofici, costituendo un irrinunciabile riferimento contemporaneo per quel che riguarda la Filosofia della Saudade, la quale costituisce uno dei campi d'elezione del pensiero portoghese (e lusofono), fin dai tempi di Leal Conselheiro (Consigliere Leale, 1437-1438), opera scritta dal re-filosofo D. Duarte.

## Opere
Raccolte di poesie e principali opere in prosa:
- 1895 - Embriões
- 1896 - Belo - 1ª parte
- 1897 - Belo - 2ª parte
- 1898 - À minha alma e sempre
- 1899 - Profecia - scritto con la collaborazione di Afonso Lopes Vieira
- 1901 - À ventura
- 1903 - Jesús e Pan
- 1904 - Para a luz
- 1906 - Vida etérea
- 1907 - As sombras
- 1909 - Senhora da noite
- 1911 - Marânus
- 1912 - O Espírito Lusitano e o Saudosismo (prosa)
- 1912 - Regresso ao paraíso
- 1912 - Elegias
- 1913 - O Génio Português na sua Expressão Filosófica, Poética e Religiosa (prosa)
- 1913 - O doido e a morte
- 1914 - A Era Lusíada (prosa)
- 1915 - Arte de ser português (prosa)
- 1916 - A beira num relâmpago (prosa)
- 1919 - Os Poetas Lusíadas (prosa)
- 1921 - O bailado (prosa)
- 1921 - Cantos indecisos
- 1923 - A nossa fome (prosa)
- 1924 - A elegia do amor
- 1924 - O pobre tolo
- 1925 - D. Carlos
- 1925 - Cânticos
- 1926 - Jesús Cristo em Lisboa (teatro, in collaborazione con Raul Brandão)
- 1928 - Livro de memórias (autobiografia)
- 1934 - S.Paulo (biografia romanzata)
- 1936 - S. Jerónimo e a trovoada (biografia romanzata)
- 1937 - O Homem universal (prosa)
- 1940 - Napoleão (biografia romanzata)
- 1942 - Camilo Castelo Branco o penitente (biografia romanzata)
- 1942 - Duplo passeio (prosa)
- 1945 - Santo Agostinho (biografia romanzata)
- 1949 - Versos pobres